# Nephrotoma subpallida
Nephrotoma subpallida är en tvåvingeart som beskrevs av Alexander 1925. Nephrotoma subpallida ingår i släktet Nephrotoma och familjen storharkrankar. Inga underarter finns listade i Catalogue of Life.